# Jesper Worre
Jesper Worre (født 5. juni 1959) er tidligere dansk cykelrytter og tidligere direktør for Danmarks Cykle Union (DCU). Han var fra 1997 til og med løbet i 2019 løbsdirektør for Post Danmark Rundt, nu PostNord Danmark Rundt.
Worre kørte 10 år som professionel fra 1982-1992. Med base i Italien opnåede han i alt 12 professionelle sejre på landevejen, herunder PostGirot Open i Sverige, Post Danmark Rundt, en etape i Spanien Rundt og tre VM-medaljer i 5 km. forfølgelsesløb. En samlet 15. plads i Italien Rundt blev det også til.
Worre kørte i sin aktive karriere på hold med store navne som Gianbatista Baronchelli, Moreno Argentin og Lucho Herrara, og var kendt som en stærk hjælperytter, der også opnåede flotte egne resultater når chancen bød sig.
I perioden fra 1995-2013 har Worre været ansat i Danmarks Cykle Union. Fra 1999 og frem til 2009 som direktør og sportschef. Dertil kommer løbsdirektørjobbet for etapeløbet PostNord Danmark Rundt.
Jesper Worre fik en plet CV´et, da han i februar 1992 blev testet positiv for brug af amineptine. Amineptine blev sat på listen over ulovlige midler kort før Worre havde indtaget det i januar 1992. Worre indrømmede med det samme efter den positive prøve, at han havde indtaget produktet, men påpegede, at han ikke var vidende om at det var ulovlig gjort. Forseelsen blev takseret til en betinget karantæne på 3 måneder og en bøde.
Jesper Worre arbejder i dag som cykelekspert hos Discovery. Han er især kendt for at danne fast makkerpar med Bastian Emil Goldschmidt i Giro d'Italia-studiet på Kanal 5 og Discovery+.

## Danmarks Cykle Union
Jesper Worre var under virket som direktør i Danmarks Cykle Union blandt andet chef for VM på bane i 2010 i Ballerup og for et af de største sportsarrangementer på dansk grund, VM i landevejscykling 2011, der blev afholdt i København samt omkring Holte i Rudersdal Kommune i september 2011. Arrangementet var en stor succes og samlede i alt omkring 500.000 tilskuere, hvoraf finale-arrangementet med eliteherrernes linjeløb alene samlede omkring 250.000 tilskuere (læs mere her Arkiveret 3. oktober 2017 hos  Wayback Machine).
Jesper Worre forsøgte i sin tid som direktør for DCU at markedsføre sig som forkæmper mod brug af doping, heriblandt de to i pressen meget profilerede sager med Bo Hamburger og Michael Rasmussen

### Indsats mod doping
Siden Festina-skandalen under Tour de France 1998, har Jesper Worre som direktør for DCU og som løbsdirektør for Post Danmark Rundt været fortaler for at udvise en konsekvent linje over for cykelryttere og cykelhold, med mistænkelig
doping-adfærd han gik så langt at han overtrådte sin tavshedspligt ifm. Rasmussen-sagen. Værd at bemærke er at Worre, i modsætning til Rasmussen, er dømt for at tage doping. Rasmussen har dog på et pressemøde i Herning i januar 2013 selv indrømmet at have taget doping i perioden 1998-2010.
- 2004: DCU vil ikke indstille Bo Hamburger til OL på grund af en hæmatokritværdi på 49,36,[3] og Bo Hamburger fjernes tillige fra VM-holdet. Danmarks Idræts-Forbund (DIF) underkender dog DCU, og udtager Bo Hamburger til OL i Athen.
- 21. juni 2007: På et bestyrelsesmøde beslutter DCU at udelukke Michael Rasmussen fra landsholdet i 2007 og 2008,[4] og dermed også fra deltagelse i VM og OL. Baggrunden viser sig at være, at Michael Rasmussen har modtaget to advarsler, en udstedt af UCI den 24. marts 2006 og en udstedt af Anti Doping Danmark ADD den 8. maj 2007, i forbindelse med forhindret dopingkontrol.[4][5] I det følgende resumeres det kronologiske hændelsesforløb:

- 23. juni:

Morgenavisen Jyllands-Posten afslører under overskriften UCI jagter dopingspøgelser at Michael Rasmussen er svært tilgængelig for dopingkontrol.
- 26. juni:

DCU meddeler Michael Rasmussen at de har besluttet at udelukke ham fra landsholdet.
- 29. juni:

UCI udsteder advarsel nr. 2, og dermed Michael Rasmussens advarsel nr. 3.
- 7. juli:

Prologen i Tour de France 2007 køres i London, med Michael Rasmussen som deltager.
- 10. juli:

ADD udsteder advarsel nr. 2, og dermed Michael Rasmussens advarsel nr. 4. (de 4 advarsler er dog givet for 2 forseelser, men bliver så til 4 da de udstedes af 2 forskellige forbund. I realiteten har M. Rasmussen altså fået 4 advarsler for de 2 samme fejl).
- 12. juli:

Michael Rasmussen nægter at besvare spørgsmål fra Jyllands-Posten.
- 18. juli:

Efter 10. etape, udtaler Michael Rasmussen, der nu er i gul førertrøje:
"Jeg har modtaget én advarsel for en administrativ fejl. Det er simpelthen et brev, som er blevet forsinket i posten, og det har jeg så indkasseret en advarsel for"
Samme dag opsnapper DR-Sporten, at det drejer sig om flere advarsler. Lækagen kendes ikke.
- 19. juli:

- I reaktion til ovenstående offentliggør Jesper Worre, at Michael Rasmussen er sat af landsholdet grundet flere advarsler.
- Rabobanks pressechef Jacob Bergsma påstår, at Jesper Worre lyver.
- Michael Rasmussen beskyldes af den tidligere mountainbikerytter Whitney Richards for brug af bloddoping i 2002.
- Michael Rasmussen dropper deltagelse i Post Danmark Rundt.

- 20. juli:

Tour de France-direktør Christian Prudhomme er stærkt fortørnet, nærmest rasende på Jesper Worre, og han ringer tillige til UCI´s præsident Pat McQuaid: "Er du ude på at dræbe Tour de France? "
- 21. juli:

- Tour de France-direktøren, er faldet til ro, og siger nu, at han ville have forsøgt at udelukke Michael Rasmussen fra opstilling, hvis han havde kendt til advarslerne på forhånd.
- Rabobanks pressechef erkender nu sagens alvor.
- Michael Rasmussen vil ikke længere svare på spørgsmål omkring dopingbeskyldninger.

- 24. juli:

- Tour de France-præsidenten Patrice Clerc:"Michael Rasmussens navn er ikke værdigt til at blive sat i forbindelse med Tour de Frances gule førertrøje".
- Astana-holdet trækker sig ud af Tour de France, fordi Vinokurov er testet positiv for brug af bloddoping.
- Rabobank og Michael Rasmussen afholder pressekonference. Juristerne fra Rabobank betvivler urigtigt ADD's kompetence og Michael Rasmussen giver urigtige oplysninger om en telefonsamtale med UCI.

- 25. juli:

- Otte Tour-hold beslutter at markere deres utilfredshed med dopingproblemerne i sporten.
- Cristian Moreni fra Cofidis testes positiv for brug af doping under Tour de France. Hele holdet trækker sig.
- Cykelkommentator og tidligere cykelrytter Davide Cassani påstår, at have set Michael Rasmussen træne i Dolomitterne den 13. eller 14. juni, hvor Michael Rasmussen havde indberettet at være i Mexico.
- Michael Rasmussen har ifølge holdets pressechef, Jacob Bergsma, erkendt, at have løjet, om hvor han har trænet.
- Rabobank trækker Michael Rasmussen ud af Tour de France og suspenderer ham.

- 26. juli:

- Rabobank fyrer Michael Rasmussen.
- Michael Rasmussen nægter at have løjet, og fastholder, at han har trænet i Mexico i juni.

- 27. juli:

- Michael Rasmussen hyrer den danske advokat Karoly Nemeth for at rense sit navn.

- 28. juli:

- Michael Rasmussen fortæller, at fyresedlen er dukket op.

## Resultater
- 1983: 3.-plads i GP Industria & Artigianato / Larciano (ITA)
- 1984: 2.-plads i Prologen Tirreno – Adriatico (ITA)
- 1984: 1.-plads i 1. etape Tirreno – Adriatico (ITA)[32]
- 1985: 2.-plads i GP Industria & Artigianato / Larciano (ITA)
- 1985: 1.-plads i Prologen Post Danmark Rundt, Langelinie (DEN)
- 1986: 3.-plads i GP Eddy Merckx (BEL)
- 1986: VM-bronze i 5 km forfølgelsesløb på bane[33]
- 1986: 1.-plads i klassementet Post Danmark Rundt (DEN)[32]
- 1987: 2.-plads i GP Città di Camaiore (ITA)
- 1987: VM-sølv i 5 km forfølgelsesløb på bane
- 1987: 3.-plads i Københavns seksdagesløb (DEN)
- 1988: 1.-plads i 3. etape Postgirot Open, Örebrö (SWE)
- 1988: 3.-plads i 5. etape Postgirot Open, Huskvarna (SWE)
- 1988: 1.-plads i klassementet Postgirot Open (SWE)
- 1988: 1.-plads i 7. etape i Postgirot Open, Kungsbacka (SWE)
- 1988: VM-bronze i 5 km forfølgelsesløb på bane
- 1988: 3.-plads i Københavns seksdagesløb (DEN)
- 1990: 1. plads i 6. etape Vuelta a España[32]

## Hold
- 1983-1985: Sammontana
- 1986: Santini – Cierre – Conti – Galli
- 1987: Gewiss – Bianchi
- 1988-1990: Café de Colombia
- 1991: Individuel
- 1992: Amore & Vita – Fanini